# 贝尔维斯德蒙罗伊
贝尔维斯德蒙罗伊，是西班牙埃斯特雷马杜拉卡塞雷斯省的一个市镇。总面积45平方公里，总人口664人（2001年），人口密度15人/平方公里。